# Ben Youngs
Ben Youngs (* 5. September 1989 in Cawston, Norfolk) ist ein englischer Rugby-Union-Spieler. Er spielt als Gedrängehalb für die englische Nationalmannschaft und die Leicester Tigers.

## Kindheit und Ausbildung
Youngs wuchs in einer Rugbyfamilie auf. Sein Vater Nick Youngs war ebenfalls Gedrängehalb, sein Bruder Tom Youngs Hakler. Er spielte für die U20-Nationalmannschaft, mit der ihm 2009 der Einzug in das Finale der Juniorenweltmeisterschaft gelang.

## Karriere

### Verein
Youngs kam erstmals im April 2007 in der English Premiership für die Leicester Tigers zum Einsatz. Er war zu diesem Zeitpunkt der jüngste Ligaspieler aller Zeiten. Im Meisterschaftsfinale gegen Gloucester wurde er eingewechselt, die Tigers gewannen das Spiel. 2009, 2010 und 2013 wurde Youngs weitere drei Male Meister. Zur Saison 2014/15 wurde er zum Kapitän des Teams ernannt.

### Nationalmannschaft
Youngs gab sein Nationalmannschaftsdebüt bei den Six Nations 2010 gegen Schottland. Seinen ersten Versuch legte er in seinem dritten Länderspiel gegen Australien. 2011 gewann er mit England die Six Nations und wurde für die Weltmeisterschaft nominiert. 2013 wurde er in das Aufgebot der British and Irish Lions aufgenommen und kam in zwei Spielen der Testserie gegen Australien zum Einsatz. 2015 war er erneut Teil des englischen WM-Kaders. Bei den Six Nations 2016 gewann er mit England den Grand Slam. 2017 sollte er nach dem Sieg bei den Six Nations erneut für die Lions auflaufen, musste aber wegen familiärer Gründe die Reise nach Neuseeland absagen. 2019 wurde er für seine dritte Weltmeisterschaft nominiert.
2013 nahm er an der Australien-Tour der British and Irish Lions teil.